# Point Hope
Point Hope est une localité d'Alaska aux États-Unis située dans le Borough de North Slope, sa population était de 674 habitants en 2010.

## Situation - climat
Elle est située à l'extrémité de la péninsule de Point Hope, une langue de terre qui forme la partie la plus à l'ouest de la côte nord-ouest de l'Alaska à 531 km de Barrow.
Point Hope est situé à environ 15 600 kilomètres du cap Froward, au Chili, soit la plus grande distance entre deux points situés sur un même continent.
Les températures extrêmes vont de −45 °C en hiver à 26 °C en été.

## Histoire
C'est un des plus anciens lieux occupés par les Iñupiats en Alaska. Plusieurs communautés y ont vécu depuis 2500 ans. L'endroit permettait une chasse à la baleine fructueuse, d'autant plus que les conditions de glaciation permettaient un passage aisé des bateaux. En 1848, les activités commerciales autour de l'exploitation des baleines ont amené une grande affluence de population, et ceci jusqu'au tout début du XXe siècle, jusqu'à la raréfaction de ces mammifères marins.
L'économie locale est basée sur la pêche et l'artisanat, fabrication d'habits traditionnels, ivoires sculptés, masques, etc. Un aérodrome dessert la localité.

## Démographie
| 1880 | 1890 | 1900 | 1910 | 1920 | 1930 | 1940 | 1950 |
| ---- | ---- | ---- | ---- | ---- | ---- | ---- | ---- |
| 276  | 301  | 623  | 243  | 141  | 139  | 257  | 264  |

| 1960 | 1970 | 1980 | 1990 | 2000 | 2010 | - | - |
| ---- | ---- | ---- | ---- | ---- | ---- | - | - |
| 324  | 386  | 464  | 639  | 757  | 674  | - | - |

## Sources et références
- (en) CIS

- (en) Cet article est partiellement ou en totalité issu de l’article de Wikipédia en anglais intitulé « Point Hope, Alaska » (voir la liste des auteurs).

1. ↑  « Statistiques des États-Unis - Alaska - Profils des communautés de 2010 » (consulté en novembre 2020)